# Président de l'Ambazonie
Le président de l'Ambazonie (en anglais : President of Ambazonia) est le chef d'État autoproclamé de la République fédérale d'Ambazonie, un État sécessionniste situé dans les deux régions anglophones du Cameroun, le Nord-Ouest et le Sud-Ouest.

## Histoire
Le 1 octobre 2017, Sisiku Julius Ayuk Tabe, le président désigné du Front uni du consortium Ambazonie-Cameroun méridional (SCACUF), a déclaré l'indépendance de l'Ambazonie avec lui-même comme président et le SCACUF formant le gouvernement intérimaire de l'Ambazonie. Sa présidence a pris fin de facto le 5 janvier 2018, lorsque lui et d'autres membres du gouvernement intérimaire de l'Ambazonie ont été arrêtés à Abuja, au Nigeria, puis extradés au Cameroun le 26 janvier. Il est emprisonné par le gouvernement du Cameroun depuis lors.
Après l'arrestation de Tabe, le 4 février 2018, Samuel Ikome Sako a été élu président intérimaire par intérim par un collège électoral composé du cabinet restant d'Ayuk Tabe et de représentants de la diaspora. Le 2 mai 2019 et alors qu'il était en détention, un document signé par Ayuk Tabe a déclaré que le cabinet intérimaire dirigé par Sako avait été dissous, et que son propre cabinet avant l'arrestation avait été rétabli. Cette décision n'a pas été reconnue par le cabinet dirigé par Sako, qui a refusé de démissionner, arguant qu'un dirigeant en détention n'a pas le mandat de renverser son remplaçant élu.
En février 2022, Sako a ordonné la suspension du Conseil de restauration, l'organe législatif du gouvernement provisoire. Le Conseil de restauration a ensuite mis en accusation Sako, élargissant ainsi la longue crise du leadership ambazonien. Réunie à Washington DC, du 10 au 13 mars 2022, la deuxième conférence stratégique des parties prenantes de l'Ambazonie a revalorisé le Conseil de restauration en une Chambre des représentants intérimaire élue dans les 13 comtés de l'Ambazonie et a réaffirmé le soutien de Sako en tant que président de l'Ambazonie. Pendant ce temps, le Conseil de restauration, a déclaré Marianta Njomia comme remplaçante de Sako.
Le 10 septembre 2022, le porte-parole de longue date du gouvernement intérimaire, Chris Anu (frère du général séparatiste décédé Oliver Lekeaka et ancien loyaliste de Sako), s'est déclaré président de l'Ambazonie. En conséquence, le mouvement séparatiste s'est retrouvé avec quatre candidats à la présidence.

## Liste
| No  | Nom                     | Début du mandat   | Fin du mandat   |
| --- | ----------------------- | ----------------- | --------------- |
| 1   | Sisiku Julius Ayuk Tabe | 1 octobre 2017    | 4 février 2018  |
| 2   | Samuel Ikome Sako       | 4 février 2018    | 2 mai 2019      |
| (1) | Sisiku Julius Ayuk Tabe | 2 mai 2019        | 22 février 2022 |
| 3   | Marianta Njomia         | 22 février 2022   | Titulaire       |
| 4   | Chris Anu               | 10 septembre 2022 | Titulaire       |